# Down to the Waterline
Down to the Waterline è una canzone del gruppo musicale rock Dire Straits. Incisa nel 1978, è la traccia d'apertura dell'album di debutto della band.
Il testo del brano, che offre un rilevante esempio della capacità poetica di Mark Knopfler, è basato sui ricordi di una giovane donna che rivive nella propria mente i momenti felici trascorsi col suo innamorato. Nonostante il tema malinconico, il pezzo è caratterizzato da un ritmo trascinante.

## Formazione
- Mark Knopfler - voce e chitarra elettrica
- John Illsley - basso e cori
- David Knopfler - chitarra elettrica e cori
- Pick Withers - batteria

## Versioni dal vivo
Agli inizi della carriera dei Dire Straits, Down to the Waterline veniva regolarmente eseguita in apertura dei loro concerti. Una vivace versione dal vivo risalente al 1977 è inserita nell'album Live at the BBC.